# Carlos Kawai
Carlos Kawai (* 30. Juli 1969 in Santo André (São Paulo)) ist ein brasilianischer  Tischtennisspieler. Er nahm an den Olympischen Spielen 1988 und 2000 teil.

## Werdegang
Bei den Olympischen Spielen 1988 in Seoul trat er im Einzel- und Doppelwettbewerb an. Nach einem Sieg und sechs Niederlagen landete er auf Platz 49 im Einzel. Im Doppel mit Cláudio Kano gelangen zwei Siege, fünf Spiele gingen verloren, wodurch sie Platz 17 erreichten. 2000 qualifizierte er sich erneut für die Olympischen Spiele in Sydney, und zwar für den Doppelwettbewerb. An der Seite von Hugo Hoyama erreichte er Platz 17.
2000 nahm er an der Weltmeisterschaft teil und kam mit der brasilianischen Mannschaft auf Platz 30.

## Spielergebnisse
- Olympische Spiele 1988 Einzel[2]
  - Sieg gegen Lotfi Joudi (Tunesien)
  - Niederlage gegen Tibor Klampár (Ungarn), Jean-Philippe Gatien (FRA), Alan Cooke (Großbritannien), Jean-Michel Saive (Belgien), Sean O’Neill (USA), Jiang Jialiang (China)
- Olympische Spiele 1988 Doppel mit Cláudio Kano[3]
  - Sieg gegen Vong Lu Veng/Lo Chuen Tsung (Hongkong), Marcos Núñez/Jorge Gambra (Chile)
  - Niederlage gegen Kiyoshi Saitō/Takehiro Watanabe (Japan), Fatai Adeyemo/Yomi Bankole (Nigeria), Ahn Jae-hyung/Yoo Nam-kyu (Südkorea), Andrzej Grubba/Leszek Kucharski (Polen), Jörg Roßkopf/Steffen Fetzner (Bundesrepublik Deutschland)
- Olympische Spiele 2000 Doppel[4]
  - Sieg gegen David Kaci/Farid Oulami (Algerien), Petr Korbel/Josef Plachý (Tschechoslowakei),
  - Niederlage gegen Lucjan Błaszczyk/Tomasz Krzeszewski (Polen)